# Václav Celestin Šulc
Václav Celestin Šulc (24. července 1891 Malý Újezd – 2. května 1951 Brno) byl český řádový kněz, vězeň nacistického i komunistického režimu.

## Život
Šulc byl provinciál české provincie řádu Milosrdných bratří a převor kláštera Na Františku v Praze 1. Za války byl zatčen a vězněn na Pankráci, v Terezíně a v koncentračním táboře Dachau. V listopadu 1950 opět zatčen a obviněn ze špionáže a napomáhání k útěku za hranice. Ve vězení zemřel.